# Angèle Sydow

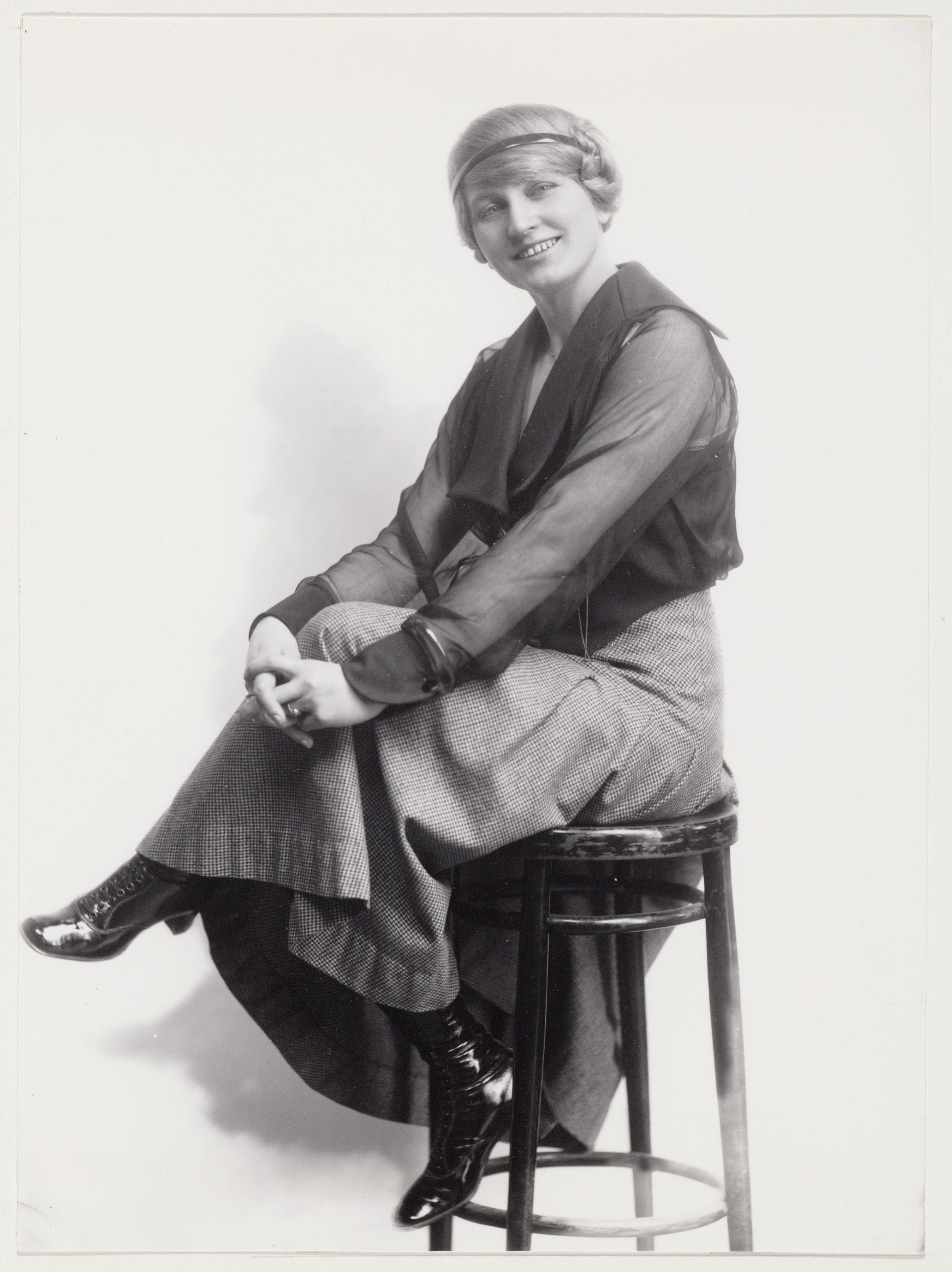
Angèle Sydow (Ende der 1910er Jahre)

Angèle Sydow (geboren 15. März 1890 in Schmilau; gestorben 18. September 1960 in Den Haag) war eine polnisch-niederländische Tänzerin.

## Leben

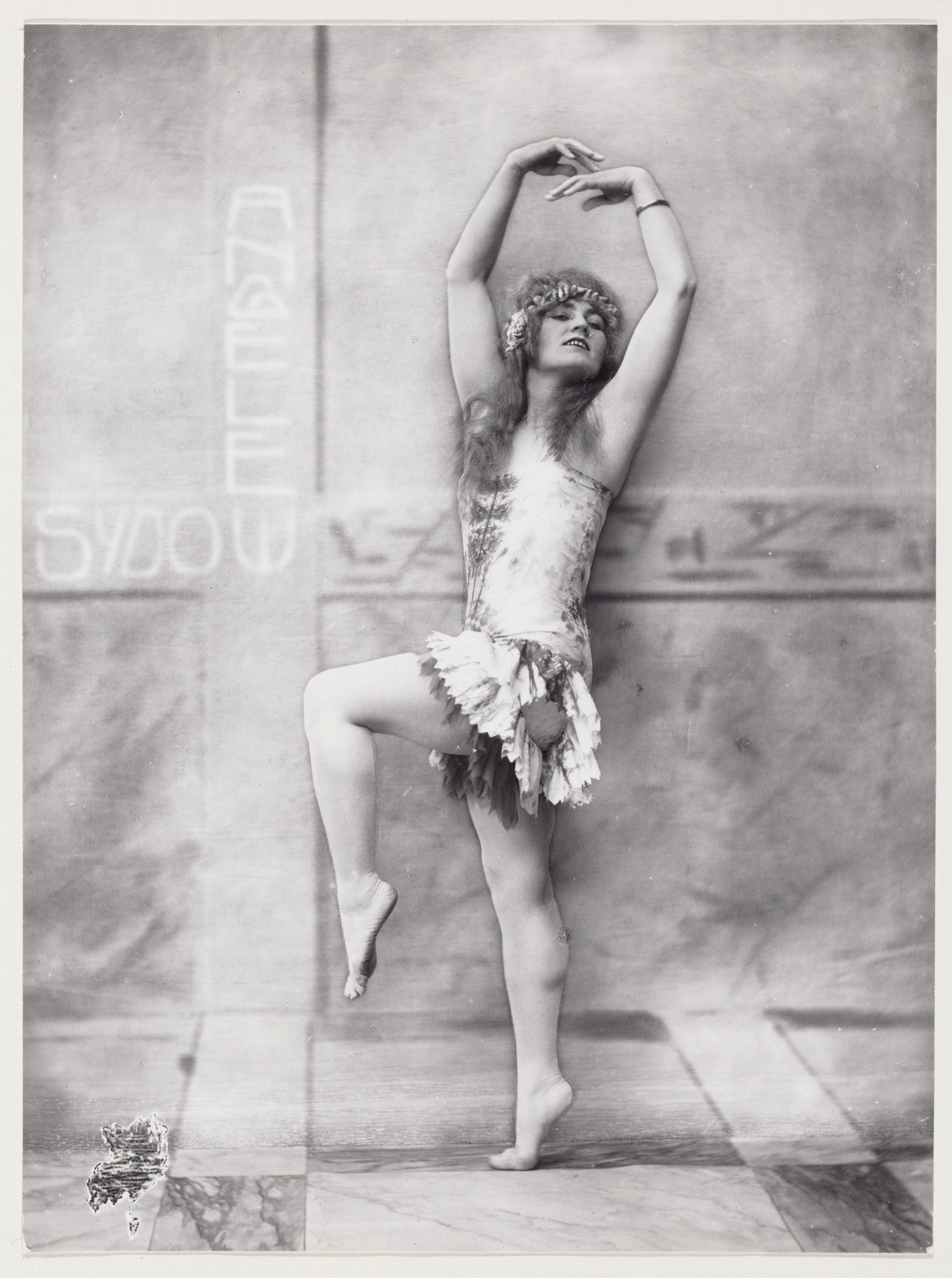
Angèle Sydow

Angèle Sydow wurde am 15. März 1890 in Schmilau, bei Kolmar geboren. Sie war die Tochter von Adelbert Sydow und Cecilia Graczyk. Sie wuchs in Polen in einer katholischen Familie auf. Ihr Vater war Rittergutsbesitzer in Posen. Ihre Erziehung war sehr streng und im Ballett sah sie die Möglichkeit, sich dieser Erziehung zu entziehen. Etwa im Alter von achtzehn Jahren nahm sie Unterricht in modernem Tanz beim Ballettmeister Octavi in Berlin, der sie nach Amsterdam mitnahm, um an einem Tanzabend für eine begrenzte Anzahl von Zuschauern teilzunehmen. Sie nahm Musik- und Bewegungsunterricht an der Hochschule von Émile Jaques-Dalcroze, dem Erfinder der rhythmischen Sportgymnastik. Rhythmus und der Ausdruck der Musik blieben für Sydow die Grundlage ihres Tanzes. Sie kehrte um 1914 in die Niederlande zurück und nahm Unterricht an der Tanzschule der Van der Pas Schwestern in Den Haag. Ab 1914 tanzte sie regelmäßig im Bellevue-Theater in Amsterdam und im Kurhaus in Scheveningen. Sie entwarf ihre Kostüme selbst und wurde von einem Pianisten begleitet. Mit ihrem sehr eigenen Stil begeisterte sie das Publikum. Die Presse schwärmte von ihren Auftritten, mit Ausnahme eines Rezensenten, der den neuen Tanz als dekadentes Phänomen betrachtete. Neben ihrer Auftrittstätigkeit gab Angèle Sydow Unterricht in Rhythmischer Sportgymnastik in Rotterdam und Amsterdam. Zu ihren Schülern gehörten Elsa Dankmeier, Florrie Rodrigo, Fien de la Mar, Darja Collin und Corrie Hartong, die oft mit ihrer Lehrerin in Produktionen tanzten.
An der De Nationale Opera war sie bis 1917 zur Ballettmeisterin aufgestiegen. Sie bereiste Anfang 1922 Java. Sie tanzte unter anderem zu Stücken von Schumann, Schubert, Chopin, Brahms und Grieg. Rezensenten lobten ihre Symbiose zwischen Musik, Tanz und Theater und lobten die Lockerheit, Flexibilität, kontrollierte Tanztechnik und Darstellung ihrer Gedanken der Tänzerin. Sydow unterrichtete auch in Niederländisch-Ostindien nach der von ihr erwähnten „Sydow-Methode“. In Batavia lernte sie Willem Alfred van Cuyk kennen, er war zu der Zeit der stellvertretende Direktor der Nederlandsch-Indische Escompto Maatschappij. Sie heirateten am 16. September 1922 in Batavia. Ein Jahr später wurde Sohn Alexander Willem Alfred in Amsterdam geboren, 1929 folgte die Geburt von Tochter Theresia Angela in Den Haag.
Die Familie lebte zwischen 1929 und 1934 abwechselnd in Den Haag und Batavia. Sydov unterrichtete weiter, trat aber nicht mehr öffentlich auf. Nachdem ihr Mann im Juli 1935 gestorben war, ließ sie sich dauerhaft in Den Haag nieder. Dort starb Angèle Sydow am 18. September 1960 im Alter von siebzig Jahren.